# شهرک شهید بهشتی (دزفول)
شهرک شهیدبهشتی روستایی از توابع بخش چغامیش شهرستان دزفول در استان خوزستان ایران است.

مردم این شهرک عرب اند

## جمعیت
این روستا در دهستان خیبر قرار دارد و بر اساس سرشماری مرکز آمار ایران در سال ۱۳۸۵، جمعیت آن ۲٬۷۲۸ نفر (۴۹۵ خانوار) بوده‌است.